# Іван Губіян
Іван Губіян (хорв. Ivan Gubijan, 14 червня 1923, Бьеловар — 5 січня 2009, Белград) — югославський метальник молота, срібний призер літніх Олімпійських ігор 1948 року.

## Біографія

### Гімнастика
Народився в 1923 році в Бьеловаре (Королівство сербів, хорватів і словенців). Його знайомі казали, що з дитинства Іван любив лазити по деревах і стрибати через паркани. Ці дитячі витівки дозволили в ньому розкрити гімнастичний талант, тому з 14 років він став брати участь у діяльності місцевого Сокільського руху. Досить швидко він прогресував і готувався до поїздки на Олімпіаду 1940, але її скасували через Другу світову війну. Отож, Друга світова війна перервала його заняття гімнастикою, проте він навчився метати молот. З тих часів Іван з гімнастичних вправ тільки виконував звичайне сальто.

### Метання молота
Метанням молота Іван Губіян зайнявся після того, як під час війни побачив подібні змагання серед солдатів. Наставником Івана став легендарний легкоатлет, метальник молота Педро Гоїч із Загреба, який став одним із найкращих друзів Івана. Після війни Губіян став членом спортивного товариства «Партизан», членом якого був до глибокої старості. У 1982 році він навіть продемонстрував свою силу, кинувши молот на 48,94 м.
При зрості 172 см і вазі 83 кг він розцінювався багатьма як слабкий спортсмен, проте він зумів перетворити свої недоліки в сильні якості: перед метанням він здійснював чотири оберти, а не три, як робили багато спортсменів. Чотири обороту стали «візитною карткою» Івана. Коли йому говорили, що треба робити три оберти і за приклад брати угорських атлетів, той відповідав: «Бачите, який вони — зростом 2 метри, а я метр з гаком. Не можу їм наслідувати і перемагати». У 1946 році він переміг у метанні молота на Балканських легкоатлетичних іграх (перемагав також у 1953 і 1955 роках); також в 1948, 1949, 1950, 1952 і 1953 роках вигравав чемпіонат країни. Срібний призер Середземноморських ігор 1951 року. 27 раз виступав за Югославію на чемпіонатах Європи, світу та Олімпійських іграх.
У 1948 році Іван виступав на Олімпіаді в Лондоні: кинувши молот на 54,27 м, він завоював срібну медаль Олімпіади, поступившись угорцю Імре Немету — тренеру і батьку майбутнього олімпійського чемпіона з метання списа Милкоша Немета. Іван був добре знайомий з родиною Неметів і дружив з ними. Під час церемонії нагородження Іван, отримавши срібну медаль, зіскочив з п'єдесталу, зробивши сальто, що публіка зустріла оплесками. Пізніше Іван брав участь в Олімпійських іграх 1952 року в Гельсінкі, але там був лише дев'ятим. Кар'єру спортсмена він закінчив у 1955 році.
Національний рекорд: 56,27 м (встановлений в 1947 році). Особистий рекорд: 59,69 м. Всього встановив п'ять особистих рекордів.

### Тренер
Аж до 1991 року техніка виконання кидка в чотири оберти була ефективною серед легкоатлетів, дозволяючи їм ставити світові рекорди. Губіян став тренером для багатьох відомих спортсменів: Крешимир Рачич, Звонко Безяк, Данієла Янкович, Зоран Лончар. Рекорд Губіяна побив Рачич в 1955 році, кинувши молот на 60,28 м.

### Особисте життя
Іван був одружений з Розікою, у шлюбі народилися дочка Хермина і син Звонко; також у Івана були двоє онуків, дітей Звонко. У 2007 році померла дружина Івана, що стало для нього ударом. Останні дні свого життя він провів у Військово-медичній академії Белграда, де помер вранці 4 січня 2009.